# Basipodella atlantica
Basipodella atlantica är en kräftdjursart som beskrevs av Geoffrey Allen Boxshall och Roger J. Lincoln 1983. Basipodella atlantica ingår i släktet Basipodella och familjen Basipodellidae. Inga underarter finns listade i Catalogue of Life.